# Droga I/70 (Słowacja)
Droga krajowa 70 (słow. Cesta I/70) – droga krajowa I kategorii na Słowacji biegnąca z Dolnego Kubina do drogi krajowej nr 18.